# Manwgan ap Selyf
Manwgan ap Selyf est un roi putatif du royaume de Powys du début du VIIe siècle.

Manwgan est réputé être le fils de Selyf Sarffgadau, selon une hypothèse il monte sur le trône alors qu'il est un jeune garçon en 613 après la défaite et la mort de son père qui incite un certain Eluadd ap Glast (également nommé Eiludd Powys), l'ancien souverain de Dogfeiling à s'emparer du royaume. 
Toutefois Eiludd Powys est présenté alternativement comme un frère de Selyf, comme Cyndrwyn ap Cynan qui s'établit alors dans le sud du royaume. En tout état de cause l'usurpateur aurait réussi à occuper le trône pendant une trentaine d'années avant d'être tué en combattant les Northumbriens, peut-être lors de la Bataille de Maserfield (Oswestry) en 642. La dynastie de Dogfeiling est finalement anéantie par les  Saxons vers 656, et Manwgan peut alors faire valoir ses droits légitimes au trône du royaume de Powys.